# Tina Heath
Tina Heath (nascida em 1 de janeiro de 1953) é uma atriz e ex-apresentadora de televisão britânica. Em 1973, atuou no seriado Lizzie Dripping e em 1979 assinou contrato com a BBC e apresentou o Blue Peter por 14 meses.